# 1995 AZ
1995 AZ är en asteroid i huvudbältet som upptäcktes den 6 januari 1995 av den japanska astronomen Takao Kobayashi vid Ōizumi-observatoriet.
Asteroiden har en diameter på ungefär 6 kilometer.